# Північна Мармарощина

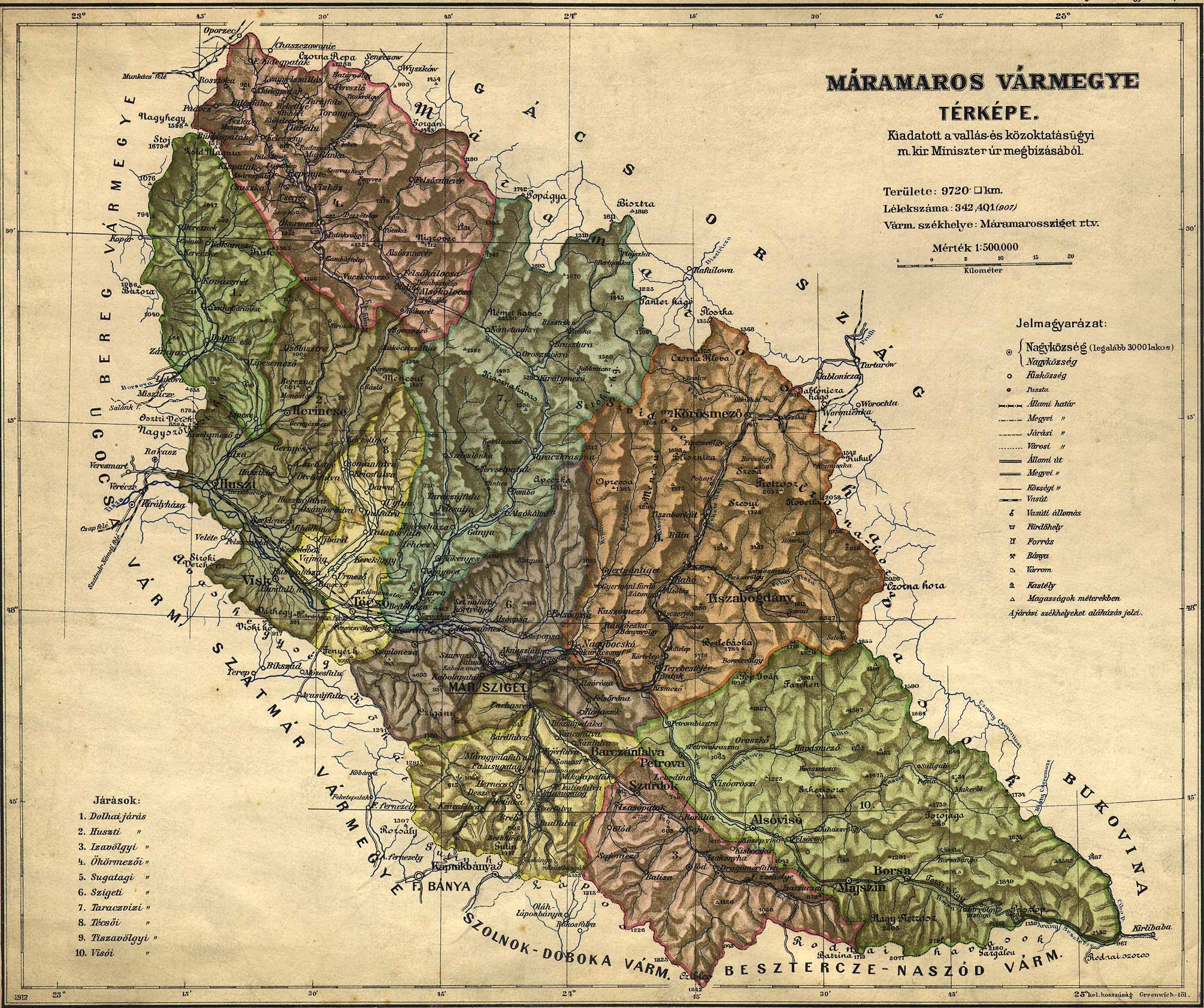
Комітат Мармарош у 1910 році (мапа угорською мовою)

Північна Мармаро́щина (Північний Мармарош) — історико-географічний регіон, на північ від горішньої частини річки Тиса, який включає східну частину українського Закарпаття. До грудня 1918 року це була частина комітату Мармарош у складі Угорського королівства, Османської імперії і Габсбурзької імперії.

## Історія
У 1918–1919 на території Північної Мармарощини існувала Гуцульська Республіка, яка була окупована румунськими військами.
За рішенням Тріанонського договору 1920 року історичний край Мармарощина був розділений між Чехословацькою республікою (63,3 % території — ввійшла до Підкарпатської Русі) і Румунським королівством (36,7 % території — включена до жудеця Марамуреш) — по межі між округами Тисавельдь і Вішк, по річці Тиса і по межі між округами Течьо і Хуст.
З 1920 по 1945 регіон належав Чехословаччині як частина Підкарпатської Русі, 15 березня 1939 року був проголошений частиною незалежної Карпатської України, потім до 1944 року окупований хортиською Угорщиною, в 1945 році переданий Союзу РСР (включений до складу Української РСР), з 1991 року — частина Закарпатської області України.
Мармарош був розділений на північний, який увійшов до складу Української РСР, і південний, який увійшов до складу Румунії, по річці Тиса.
Зараз більшість населення Північної Мармарощини українці. Протягом майже всього XX століття комунікації між Північною та Південною Марморощиною були обмежені. Після падіння комунізму в Європі, і завдяки дружнім відносинам між урядами України та Румунії, розпочато відновлення мостів через Тису, і контактів між жителями двох регіонів.
Мармарощина — майже повністю закрита горами долина. Єдиний спосіб потрапити до Мармарощини не через гори — слідувати долиною річки Тиса. Географія регіону визначила його історичний розвиток. Мармарощина значну частину своєї історії була мало пов'язана з іншими регіонами Європи і жила дуже відособленим життям.
З 13 районів і 5 міст обласного значення Закарпатської області України до Північної Мармарощини відносяться 4 райони та 1 місто обласного значення, а також частина Іршавського району (Довге, Кушниця, Лисичово, Суха, Бронька) і два села Свалявського району (Керецьки і Березники). Площа Північної Мармарощини становить 6 148 км² і населення — 470 000 осіб.

## Населення
Населення Північної Мармарощини становить приблизно 470 000 осіб.
Північна Мармарощина належить Україні й більшість населення становлять українці. В чотирьох районах сходу Закарпатської області та місті Хусті українців близько 90 %, румунів — близько 6 %, до 3 % угорців та близько 1 % інших (головним чином циган та прибулих після Другої світової війни, росіян).
- місто Хуст — населення 35 500 осіб.
- Хустський район — населення 94 800 осіб.
- Міжгірський район — населення 50 700 осіб.
- Тячівський район — населення 174 284 осіб.
- Рахівський район — населення 91 300 осіб.
- частина сіл Іршавського району (Довге, Кушниця, Лисичово, Суха, Бронька) — 20 000 осіб.
- частина сіл Свалявського району (Керецьки і Березники) — 7 500 осіб.